# 火星表面

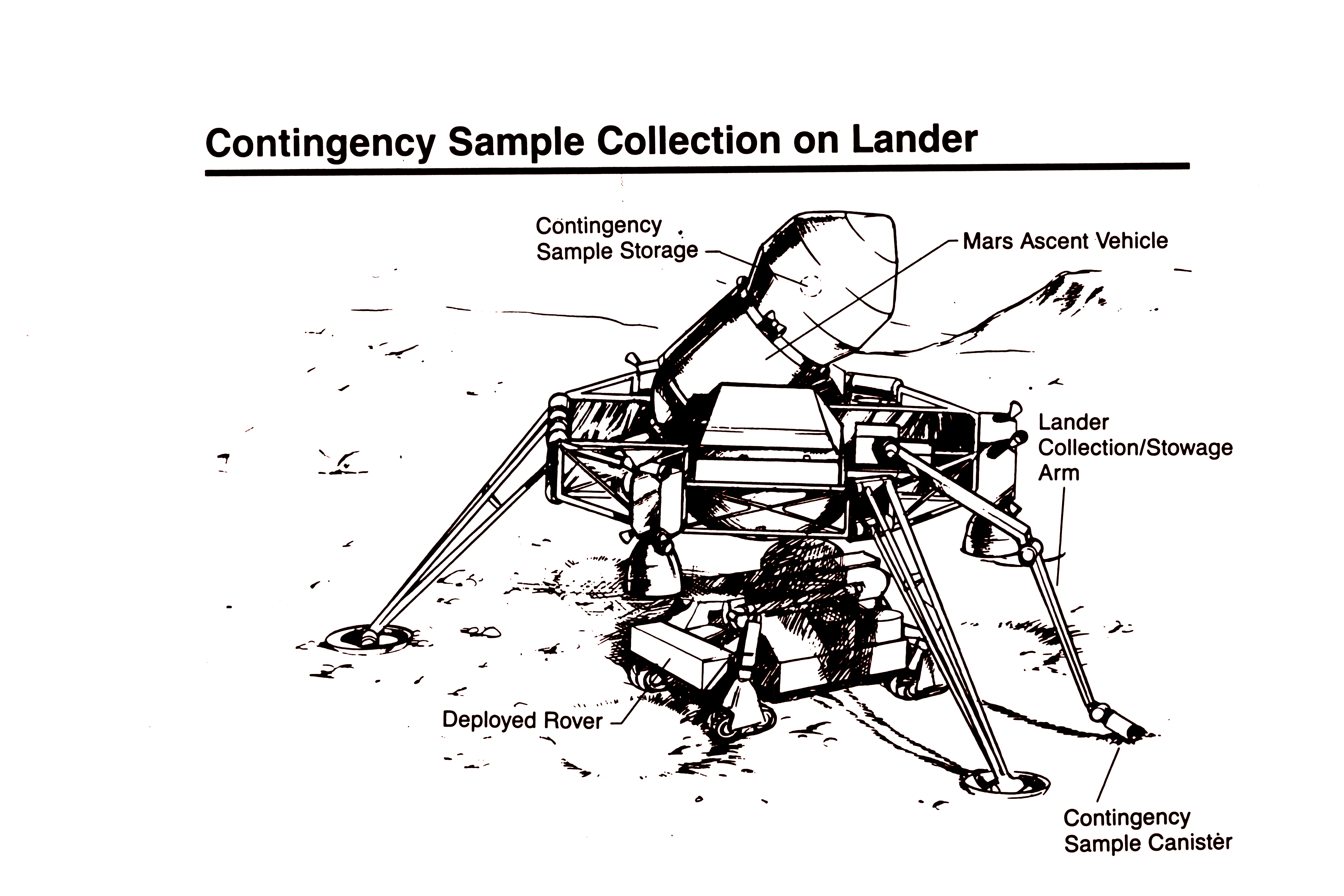
已提出将火星表面物质带回地球的火星采样返还任务。

火星表面特征（或表面性质和作用过程）研究属于一项涉猎广泛的火星科学范畴，它主要研究构成火星表面的材料性质。该研究是随天文学家所开发的望远镜和遥感技术发展而来，然而，随着自动探测器分辨率和仪器功能的不断提高，它已日益成为地质学的一项分支学科。通过应用颜色、反照率和热惯性等特征以及反射光谱学和雷达等分析工具，科学家们能够研究火星表面的化学和物理组成（如粒度、表面粗糙度和岩石丰度）。由此产生的数据将有助于科学家了解该行星的矿物成分和地表运动性质。火星表层只占该行星总体积的一小部分，但在火星地质史中起着重要的作用，了解表面物理特性对于确定航天器的安全着陆点也非常重要。

## 反照率和颜色
如同所有的行星一样，火星反射部分所接收到的太阳光，所反射的阳光比例称为反照率，其范围值从不反射的0到全反射的1。行星表面（和大气层）的不同部分具有不同的反照率值，这取决于它的表面化学和物理性质。

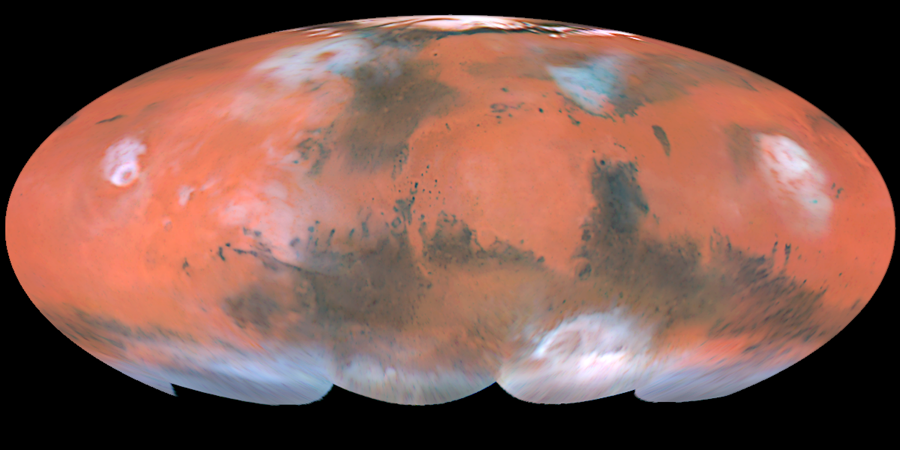
来自哈勃太空望远镜火星反照率特征的摩尔威德投影图。左侧、中部和右侧的亮赭色区域分别是塔尔西斯区、阿拉伯区和埃律西昂区。中左侧上部的暗斑区是阿西达利亚平原。大瑟提斯区是中右侧向上突出的区域。注意奥林帕斯和埃律西昂山上空的地形云（分别为左和右）。

从地球望远镜中无法看到火星地形，在太空时代前的火星地图上，明亮区和暗斑都是反照率特征（参见火星古典反照率特征），与地形关系不大。深色斑纹在南纬度0度至40度的宽阔地带中最为明显。但最突出的暗斑大瑟提斯高原位于该地带之外的北半球。古典反照率特征阿西达里亚海区（阿西达利亚平原）是位于主带以北的另一处突出的暗斑区。明亮区不包括极冠和瞬态云层，主要有希腊平原、塔尔西斯高原和阿拉伯台地。明亮区现被认为是表面被细尘埃覆盖的地方，而暗斑则代表被风刮去尘埃的区域，留下了一层黑色的岩石表面。深色与镁铁质岩石的存在一致，例如玄武岩。         
地表反照率通常会随表面照射光的波长而变化。火星在光谱蓝色端反射的光很少，但在红色和更高波长处反射的光较多，这就是为何火星具有肉眼熟悉的红橙色，但详细的观察揭示了火星表面细微的颜色变化。颜色变化为识别表面材质的组成提供了线索。明亮区呈现赭红色，暗黑区则为深灰色，而第三种类型区的颜色和反照率中等，也存在并被认为代表了包含来自明亮和暗斑区材料混合物的区域。深灰色区可进一步细分为颜色更红和偏淡的区域。

## 反射光谱
反射光谱学是一种测量火星表面在特定波长下吸收或反射阳光量的技术。这些光谱代表了来自地表各类矿物以及太阳光谱和火星大气吸收光谱共同形成的混合光谱。通过分离这些作用（“去缠绕”），科学家可将所得光谱与实验室中已知矿物的光谱进行比较，以确定表面上单种矿物的可能特性和丰度。
利用这项技术，科学家们早已得知亮赭色区可能含有丰富的三价铁（Fe3+）氧化物，一种典型的风化含铁材料（如铁锈）；黑暗区的光谱与镁铁质矿物中亚铁（Fe2+）的存在一致，并显示出代表辉石的吸收带，这是玄武岩中非常常见的一类矿物；而暗红色区的光谱则与覆盖着蚀变薄膜的镁铁质材料相一致。

## 热惯性

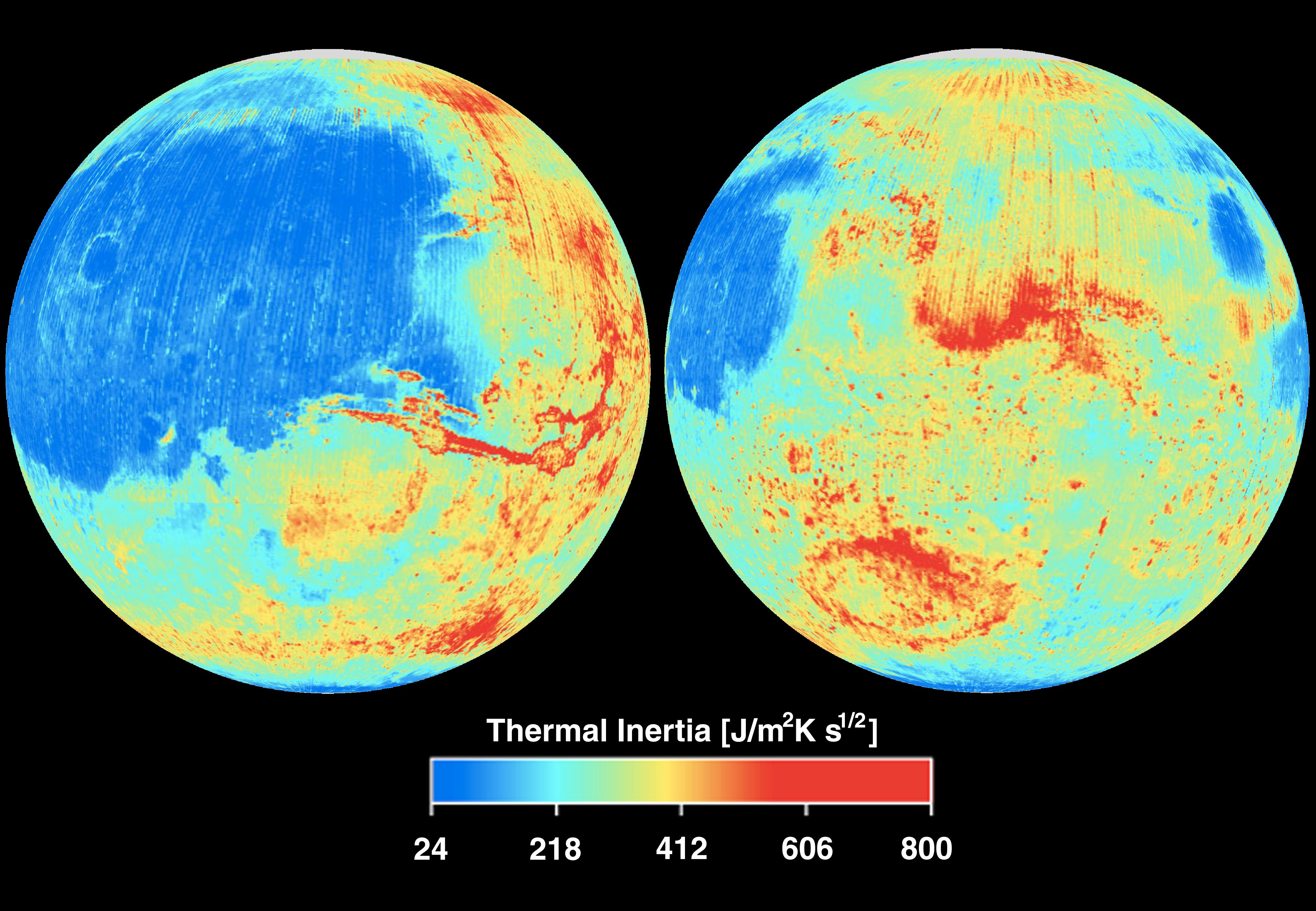
根据火星全球探勘者号热辐射光谱仪数据显示的全球热惯性。

热惯性测量是一种遥感技术，能让科学家们区分火星表面的细粒和粗粒度区域。热惯性是一种衡量物体升温或冷却速度快慢的方法。例如，金属具有极低的热惯性。从烤箱中取出的铝制烤盘在不到一分钟时间内就会变凉，而从同一个烤箱中取出的陶瓷板（高热惯性）需要更长的时间才能冷却。
科学家们可通过测量火星表面温度随时间的变化，并将这些数据拟合到数值温度模型来估算火星表面的热惯性。材料的热惯性与其热导率、密度和比热容直接相关。岩石材料的密度和比热变化不大，因此，热惯性的变化主要是导热系数的变化所致。固体岩石表面，如露头，具有较高的热导率和热惯性。风化层中的尘埃和小颗粒物质具有较低的热惯性，因为颗粒之间的空隙限制了颗粒间接触点的热导率。
大多数火星表面的热惯性值与反照率成反比，因此，反照率高的区域热惯性较低，表明表面覆盖着尘埃和其他细颗粒物质，而深灰色、低反照率表面则具有更典型的高热惯性固结岩石。但热惯性值还不足以表明火星上普遍存在的露头现象，即便是岩石较厚的区域似乎也混合了大量松散的物质。来自海盗号轨道飞行器上的红外热成像（IRTM）实验数据确定了整个水手谷内和混沌地形的高热惯性区域，表明这些区域分布有相对较多的石块和巨石。

## 雷达调查
雷达研究提供了大量有关火星表面海拔、坡度、纹理和材质的数据。火星是一个诱人的地基雷达调查目标，因为它与地球相对较近，并且有利的轨道和旋转特性，可较好地覆盖行星表面广大的区域 。火星雷达的研究最早开始于20世纪60年代，这项技术对为火星着陆器寻找安全地形至关重要。

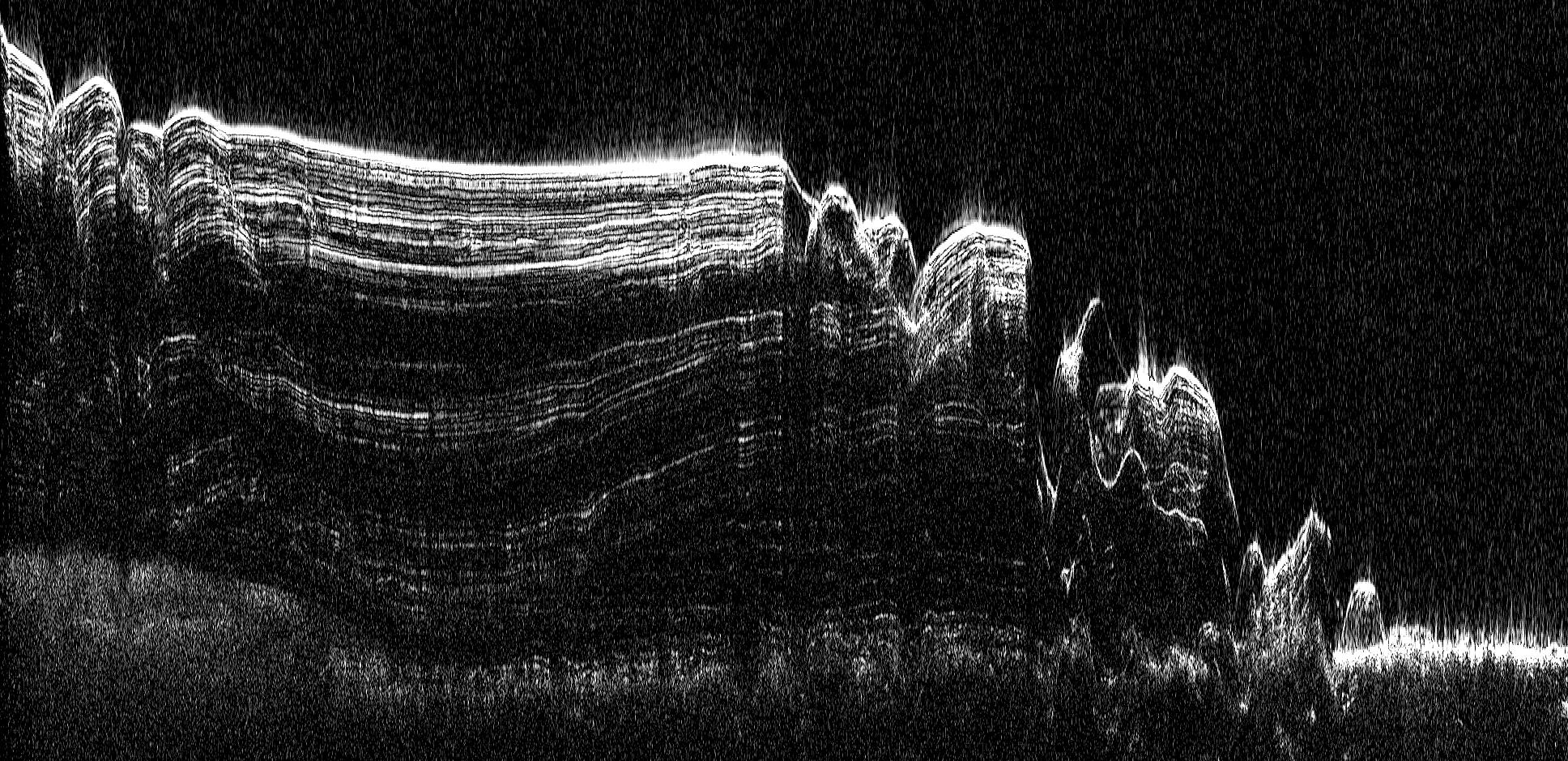
火星勘测轨道飞行器上沙拉德浅层探地雷达的北极层状沉积物回波图。

从火星返回的雷达离散回波表明，火星表面的粗糙度和坡度存在很大的变化。该行星上的广大地区，特别是叙利亚和西奈高原相对平坦。子午线高原是火星探测漫游者机遇号的着陆点，也是雷达调查过的最平整（分米尺度）地点之一—着陆点的地表图像证实了这一事实。而其他地区雷达则显示出高度的粗糙，这在轨道拍摄的图像中无法辨别。火星上厘米到米级岩石的平均表面丰度远高于其他类地行星，尤其是塔尔西斯火山和埃律西昂火山，局部表面呈现高度的粗糙。这片极其崎岖的地形让人联想到年轻的渣块熔岩流。一条200公里长的零雷达反射率带（“隐形”区域）横贯塔尔西斯西南部，该区域对应于由厚厚松散物质-可能是火山灰或黄土构成的梅杜莎槽沟层。
火星快车号轨道器（玛西斯雷达）和火星勘测轨道飞行器（沙拉德雷达）上的探地雷达目前正在提供地下5公里深材料及结构的惊人回波数据。结果表明，极地层状沉积物几乎由纯冰组成，按体积计，尘埃不超过10%，而且都特罗尼勒斯桌山群被侵蚀山谷中含有由厚厚岩屑层覆盖的冰川.。